# 永和镇 (绍兴市)
永和镇，中国浙江省绍兴市上虞区下辖的一个镇。

## 辖区
该镇辖有：永和村、项家桥村、三桥村、安家渡村、青峰村、新岙村、朱巷村、大墩村。